# مارکو بالوتی
مارکو بالوتی (به انگلیسی: Marco Belotti) (زادهٔ ۲۹ نوامبر ۱۹۸۸) شناگر اهل ایتالیا است.